# اینوادوپودیا

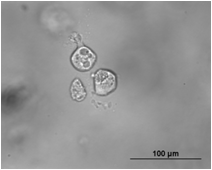
تصویری میکروسکوپی از اینوادوپودیوم. (به مرحمتِ M.C. Farach-Carson)

اینوادوپودیا (انگلیسی: Invadopodia؛ تلفظ انگلیسی: اینوِیدوپودیا) که به آن «پای کاذب تهاجمی» هم گفته شده‌است، یک بیرون‌زدگی یا برآمدگیِ غنی از اکتین در غشاء سلولی است که سلول‌های سرطانی از آن، در تخریب ماتریکس سلولی و تهاجم و متاستازشان به بافت‌های اطراف استفاده می‌کنند.
این برآمدگی سلولی بسیار شبیه به پودوزوم‌ها هستند و در سلول‌های تهاجمی سرطانی یافت می‌شوند و جهت رخنهٔ آنها به نواحی و بافت‌های اطراف و متاستازهای سرطانی نقش مهمی دارند. اینوادوپودیاها را می‌توان از طریق سوراخ‌هایی که در فیبرونکتین ایجاد می‌کنند یا با روش‌های ایمونوهیستوشیمی (به‌صورت سوراخ‌های به‌وجودآمده با Tks5 بر روی اکتین) مشاهده کرد.
از اینوادوپودیاها می‌توان به‌صورت درون‌کشتگاهی، به‌عنوان یک مارکر (نشان‌گر) در میزان تهاجمی‌بودنِ سلول‌های سرطانی با استفاده از روش آزمایشگاهی هیدروژل اسید هیالورونیک استفاده کرد.